# ニースモデル
ニースモデル (英: Nice model) は、太陽系の力学的な進化を記述する理論モデルである。この理論モデルが提唱されたコート・ダジュール天文台が位置するフランス・ニースに因んでこの名で呼ばれている。また、英語の「ナイス」(良い) ともかけている。このモデルでは、原始惑星系円盤が散逸してしばらくしてから、初期はコンパクトな軌道配置にあった巨大惑星が現在の軌道に移動したことを提唱している。惑星の軌道が大きく移動したという点で、太陽系形成の従来のモデルとは異なっている。この惑星移動は、過去の太陽系で発生した現象を説明するためのシミュレーションで用いられている。例えば、内太陽系における後期重爆撃期、オールトの雲の形成、エッジワース・カイパーベルトの天体や海王星、木星のトロヤ群、海王星の重力の影響下にある多数の共鳴外縁天体を含む太陽系小天体の存在の説明などである。
ニースモデルは太陽系の多数の観測的な特徴を再現することに成功しており、太陽系の初期を記述する現時点で最も現実的な進化モデルであると広く受け入れられているが、惑星科学者の間で普遍的に支持を受けているわけではない。また後の研究ではオリジナルのニースモデルでの予測と現在の太陽系の観測の間に数々の相違点、例えば地球型惑星や小惑星の軌道の違いがあることが明らかにされており、モデルは改良を受けている。

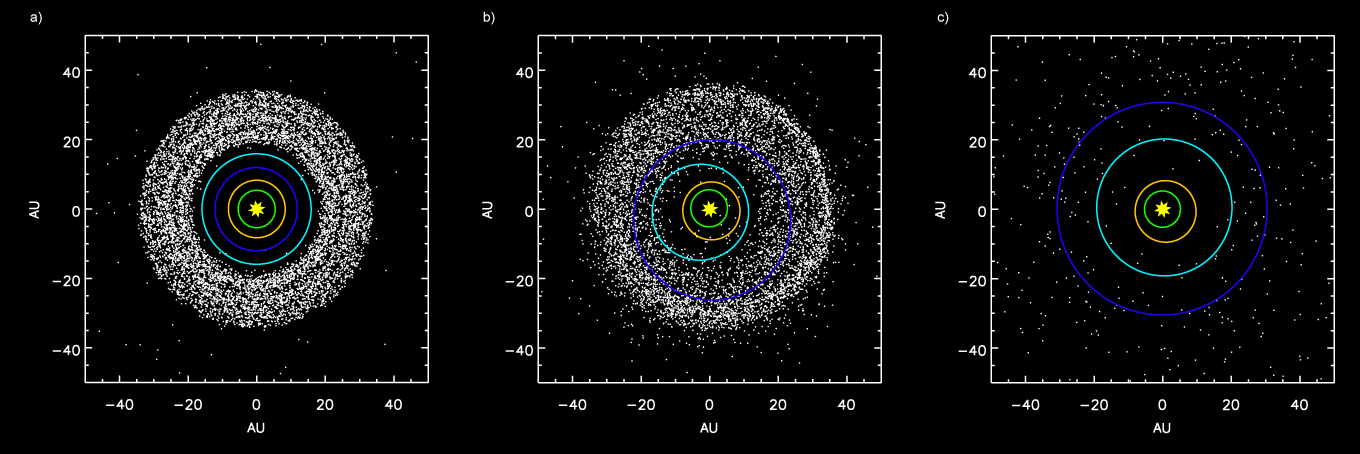
外惑星と微惑星帯のシミュレーション。a) 木星と土星が 2:1 軌道共鳴 に入る前の初期の配置。b) 海王星 (暗い青) と天王星 (明るい青) の軌道が変化した後に微惑星が内太陽系へと散乱される様子。c) 微惑星が惑星によって弾き出された後。

## モデルの概要
ニースモデルのオリジナルな核心部分は、2005年にネイチャー誌で出版された Rodney Gomes、Hal Levison、Alessandro Morbidelli、Kleomenis Tsiganis の国際的な科学者チームによる3本の論文に記述されている。この一連の論文の中で4人の著者は、初期の原始太陽系星雲のガスと塵が散逸した後に、4つの巨大惑星 (木星、土星、天王星、海王星) はおよそ 5.5 au から 17 au の、現在よりもずっと狭い範囲に円軌道で存在していたという仮説を提案した。また、最も外側の巨大惑星の軌道から 35 au 程度までにわたる、総質量がおよそ35地球質量になる小さい岩石と氷の微惑星の高密度な大きな円盤が存在していたとした。
天王星と海王星の形成に関してはほとんど理解が進んでおらず、Levison は「...天王星と海王星の形成に関する可能性は無限である」と述べている。しかし、ニースモデルで提案されているこの惑星系は、以下のように進化を遂げたことが示唆されている。まず、微惑星円盤の内縁にいた微惑星は最も外側の巨大惑星との重力相互作用によって軌道が変化させられる。惑星は小さい氷天体の大部分を散乱させ、散乱した小天体との角運動量の交換の結果として惑星の軌道は外側へ移動して系全体の角運動量を保存する。これらの微惑星は次に遭遇した惑星によって同じように散乱され、天王星、海王星と土星の軌道は外向きに移動する。それぞれの微惑星の1回の遭遇による角運動量の交換では惑星はわずかしか動かないものの、多数の微惑星による累積的な遭遇によって惑星の軌道の移動量はかなりの大きさとなる。この過程は、微惑星が最も巨大で最も内側にある惑星である木星と遭遇するまで続く。木星の大きな重力によって微惑星は非常に細長い楕円軌道に移行し、あるいは太陽系からはじき出してしまう場合もある。この過程は他の惑星とは対照的に、木星の軌道をわずかに内側へと移動させる。
軌道の遭遇率は低く、これが微惑星が円盤から失われる速度と、それに伴う巨大惑星の移動速度を決める。数億年にわたるゆっくりとした緩やかな惑星移動の後、内側の2つの巨大惑星である木星と土星が 1:2 の平均運動共鳴を通過する。この共鳴は2つの惑星の軌道離心率を増加させ、太陽系全体を不安定化する。これにより、巨大惑星の軌道配置は急速かつ劇的に変化する。木星は土星を外側の現在の軌道の位置へと移動させ、この再配置によって土星と2つの巨大氷惑星の重力的な遭遇が発生する。この影響で、海王星と天王星はより高い軌道離心率を持った軌道に変化する。これらの氷惑星は微惑星円盤の中へと突入し、それまでは太陽系の外縁部で安定に存在していた軌道から何万もの微惑星を散乱させた。この破壊によって初期の微惑星円盤はほとんどが散乱されてしまい、質量にして 99% が失われた。このシナリオは、太陽系外縁天体の数が少ないという現在の状況を説明することが出来る。微惑星の一部は内太陽系へと散乱され、地球型惑星への天体衝突の突然の増加を引き起こした。これが後期重爆撃期の原因であるとされる。
その後巨大惑星は現在の軌道長半径へと到達し、残された微惑星の円盤との力学的摩擦によって軌道離心率が減衰して天王星と海王星は再び円軌道となる。

ニースモデルにおける4つの巨大惑星の太陽からの距離の変化の一例。赤が木星、黄緑が土星、薄い青が天王星、濃い青が海王星である。このシミュレーションでは、天王星と海王星の位置関係が逆転しているのが分かる。

Tsiganis らによる初期のモデルでは、シミュレーションの約 50% で海王星と天王星の位置が逆転する。惑星形成理論では、原始惑星系円盤は太陽から遠ざかるにつれて面密度が減少し、形成される惑星の質量も太陽から遠くなるに連れて小さくなることが予測される。海王星より内側にある天王星は海王星よりも質量が小さく、2つの惑星の位置が逆転するというシナリオは惑星形成のモデルとも一致するものである。

## 太陽系の特徴
異なる初期条件のもとで太陽系の年齢を模擬した長さにわたってモデルのシミュレーションを行うことで、太陽系内の様々な天体群が生成される。モデルの初期条件は様々な状態を取ることが許されるため、それぞれの天体群は実際よりも規模が異なることもあるが、天体群特有の軌道要素を持つであろうと考えられる。太陽系の進化を直接観測することは出来ないため、初期の太陽系の進化に関するモデルを証明することは困難である。しかし、シミュレーションによる天体群の予測結果と観測結果とを比較することで、力学モデルの成否を判断することができる。現時点では、ニースモデルのシナリオでの初期条件で始められた太陽系のコンピュータモデルは、観測されている太陽系の多くの要素と最もよく一致している。

### 後期重爆撃期
月や地球型惑星のクレーター記録は、後期重爆撃期の主要な証拠の一部である。後期重爆撃期とは、太陽系が形成されてからおよそ6億年後の、天体衝突数が増加した時期を指す。ニースモデルでは、外側の微惑星円盤が天王星と海王星によって氷微惑星の軌道が乱されると、惑星と交差する軌道に散乱させられるため、惑星への氷天体の衝突頻度が急激に上昇するとされる。また外惑星が移動することによって、外惑星と平均運動共鳴もしくは永年共鳴を引き起こす軌道位置が内太陽系を掃くように移動することとなる。小惑星帯ではこれらの共鳴によって小惑星の軌道離心率が励起されて地球型惑星の軌道と交差するようになり、岩石天体による天体衝突が増加する時期がさらに長い期間継続する。この過程で、小惑星帯からはおよそ 90% の質量が取り除かれる。ニースモデルにおいて月に到達する微惑星の数は、後期重爆撃期のクレーター記録と一致する。しかしその結果として残される小惑星の軌道分布は、現在の観測と一致しない。外太陽系においては、木星の衛星への衝突はガニメデの内部の分化を引き起こすには十分であったが、カリストの分化には不十分であった。しかし後期重爆撃期の氷微惑星の衝突が土星の内衛星へ与える影響は大きくなりすぎると考えられており、衛星からの氷成分の蒸発を引き起こしてしまうことが指摘されている。

### トロヤ群と小惑星帯
木星と土星が 2:1 の共鳴を通過した後、両者の重力的な影響によってトロヤ群の共軌道領域を不安定化する。これにより木星と海王星のラグランジュ点 L4 と L5 に存在していたトロヤ群小惑星が失われ、外側の微惑星円盤からやってきた新しい天体がトロヤ群小惑星として捕獲される。トロヤ群の共軌道領域にいる天体は軌道要素の秤動を起こし、L4 か L5 点に対して周期的な運動をする。木星と土星の軌道が共鳴の位置関係に近いが共鳴は起こしていない時、トロヤ群天体の近日点に対する木星が土星を追い越す地点はゆっくりと循環する。この循環の周期がトロヤ群天体の秤動の周期と共鳴を起こすようになると、トロヤ群天体の秤動の振幅はそれらがラグランジュ点周辺からの脱出を招くまで増大する場合がある。この状態になるとトロヤ群の共軌道領域は「力学的に開かれた状態」となり、天体はこの領域から脱出することも進入することも出来るようになる。初期に存在したトロヤ群天体はこの領域から脱出し、散乱された微惑星円盤からやってきた多数の天体の一部が一時的にこの領域に留まることになる。木星と土星の軌道が離れた後にトロヤ群領域は「力学的に閉じた状態」となり、トロヤ群領域にいる微惑星は捕獲され、多くは現在までこの領域に残っていると考えられる。捕獲されたトロヤ群天体の軌道傾斜角の分散は大きな値を示す。この原因についてはこれまでは理解が進んでいなかったが、トロヤ群天体が巨大惑星と何度も遭遇をした結果だと考えられる。シミュレーションでのトロヤ群天体の秤動角と軌道離心率も木星のトロヤ群天体の軌道の観測結果と一致する。ニースモデルにおけるこの機構は海王星のトロヤ群でも同じように発生する。
木星が内側へ移動するにつれ、多数の微惑星が木星との平均運動共鳴に捕獲されたと考えられる。これらのうち木星との 3:2 の軌道共鳴にとどまっているものはヒルダ群として知られている。その他の天体の軌道離心率はそれらが共鳴に入っている間に減衰し、木星の移動に伴って共鳴の位置が内側に移動するにつれ、2.6 au 以遠の距離で小惑星帯の外側の安定な軌道上に脱出したと考えられる。これらの共鳴に捕獲された天体は衝突による侵食を受けて小さい破片を生成し、これらはヤルコフスキー効果によって軌道が変化して不安定な共鳴軌道に入る。また小さい粒子にはポインティング・ロバートソン効果が働き、粒子は太陽の方向へ向かって落下する。ニースモデルでは、これらの過程によって初期に小惑星帯に存在した天体のうち質量にして 90% が失われたとされている。この侵食 (erosion) による天体のサイズ頻度分布のシミュレーションの結果は、観測と非常によく一致する。このことは、全てがD型小惑星からなる木星のトロヤ群、ヒルダ群、および小惑星帯外側のいくつかの小惑星群は、この捕獲と侵食の過程を経験した微惑星の残骸であることを示唆している。また、準惑星のケレスもこの過程で捕獲されたことが示唆されている。ただし、最近になって軌道長半径が 2.5 au 未満のD型小惑星が数個発見されており、これはオリジナルのニースモデルでの捕獲が発生する位置よりも内側である。

### 外太陽系の衛星
衝突や惑星の周りの降着円盤 (周惑星円盤) からの摩擦などの従来の機構によって捕獲された初期の不規則衛星は、太陽系全体が不安定になっている時期の惑星間の遭遇の最中に失われたと考えられる。ニースモデルでは、天王星と海王星が微惑星円盤に進入して円盤内の天体を乱した後に、外太陽系の惑星は多数の微惑星と遭遇したと考えている。これらの微惑星の一部は、惑星との遭遇を起こしている最中に三体相互作用によって惑星に捕獲される。巨大氷惑星に微惑星が捕獲される確率は比較的高く、10-7 の数倍程度である。これらの新しい衛星は様々な角度から侵入する天体を捕獲したものであるため、土星や天王星、海王星の規則衛星とは異なり、惑星の赤道面を公転している必要はない。いくつかの不規則衛星は惑星間で交換された可能性も考えられる。結果的に生まれる衛星の不規則な軌道は、観測されている軌道長半径や軌道傾斜角、軌道離心率と一致する。捕獲された衛星がその後に起こす衝突によって、現在見られているような衝突族が形成されたと考えられる。これらの衝突は現在の天体のサイズ分布を再現するためにも必要である。
海王星最大の衛星であるトリトンは、二重小惑星の破壊に伴う三体相互作用で捕獲されたとすると形成を説明できる。トリトンが連星のうち小さい天体だった場合、このような連星の破壊は発生しやすくなる。しかしトリトンの捕獲は、ガス円盤による抵抗を通じて惑星に対する相対速度を減衰させることが可能となる、星雲円盤散逸前の初期太陽系でより起こりやすかったと考えられ、また連星の交換過程は一般的には多数の小さい不規則衛星を供給しなかっただろうと考えられる。
初期のニースモデルのシミュレーションでは外太陽系でのその他の要素を再現できたものの、木星とその他の惑星との間の相互作用は木星の不規則衛星を再現するのには不十分であった。このことは、木星においては別の機構が働いていたか、あるいは初期のシミュレーションでは巨大惑星の軌道の進化を再現できていなかった可能性を示唆している。

### カイパーベルトの形成
外側の惑星の移動は、太陽系外縁天体の存在とその特徴を説明するために必要である。エッジワース・カイパーベルトはかつては天体の個数が多く、またその外縁は 30 au 程度と太陽に近い位置にあったと考えられる。また内縁は天王星と海王星の軌道のすぐ外側にあったと考えられ、これらの惑星が形成された時は現在より太陽にずっと近く (おそらく 15〜20 au の範囲)、また天王星は海王星よりも遠い位置にあったと考えられる。
海王星は惑星間の重力的な遭遇によって外側に散乱され、軌道長半径はおよそ 28 au、軌道離心率は最大で 0.4 の軌道となった。このとき、海王星はその外側の微惑星円盤、すなわちカイパーベルトの中に進入したと考えられる。海王星の軌道離心率が大きいため、海王星との複数の平均運動共鳴を起こす位置はお互いに重なり合い、海王星の軌道と海王星と 2:1 の平均運動共鳴を起こす位置の間の領域にある軌道はカオス的になる。この時点で海王星と微惑星円盤の端との間にいた天体の軌道は、この領域内で安定な、低軌道離心率のより外側の軌道へと進化することが出来た。海王星の軌道離心率が力学的摩擦によって減衰すると、これらの天体はその軌道に捕獲された。これが力学的に「冷たい」カイパーベルトの起源である。後に海王星が低い軌道離心率を保ったまま外側へ移動するにつれ、外側に散乱された天体が海王星との共鳴に捕獲され、古在メカニズムによってこれらの天体の軌道離心率は減少、軌道傾斜角は増加し、安定な高軌道傾斜角の軌道へと脱出することが出来た。その他の天体は共鳴に捕獲された状態に留まり、冥王星族などの共鳴外縁天体の個体群を形成する。これらの2つの天体群は力学的に「熱い」状態であり、大きな軌道傾斜角と軌道離心率を持つ。これは、これらの天体が外側に散乱されていることと、より長い期間にわたって海王星と相互作用していることが原因である。
この海王星の軌道の進化は共鳴に入っているものと入っていないものの2つの天体群、海王星との 2:1 共鳴の位置にある外縁部、元々の微惑星円盤に対する小さな質量を再現する。他の理論モデルでは軌道傾斜角が小さい冥王星族天体を過剰に生成してしまうが、ニースモデルではその問題を回避することが出来る。これはニースモデルでは海王星が外側に散乱されており、海王星との 3:2 共鳴の位置が微惑星円盤の元々の外縁部よりも外に存在することが原因である。異なる初期位置と、外側の円盤に由来する冷たい古典的エッジワース・カイパーベルト天体とそれらの捕獲過程は、これらの天体の軌道傾斜角の二峰性の分布と、その組成との相関を説明することができる。しかしこの海王星の軌道進化は、カイパーベルトの軌道分布の特徴のいくつかを説明することが出来ない。モデルでは古典的エッジワース・カイパーベルト天体の平均離心率が 0.10-0.13 になることが予測されるが、これは実際に観測されている値である 0.07 よりも大きい。また十分な個数の高軌道傾斜角の天体を再現することが出来ない。また、古典的エッジワース・カイパーベルト天体の色の違いは、天体の組成の違いだけではなく天体表面の進化からも部分的に生じることが示唆されているものの、これらの冷たい天体の中に灰色の表面を示す天体が見かけ上完全に欠如していることを説明することが出来ない。
ニースモデルで予測される最も低い軌道離心率を持つ天体が不足していることは、冷たい天体群はその場で形成されたという事を示唆している可能性がある。力学的に熱い天体群と冷たい天体群は、軌道が異なることに加えてその色も異なっている。冷たい天体群は熱い天体群よりも目立って赤い色を示し、異なる組成を持ち異なる領域で形成されたことを示唆している。冷たい天体群は緩く束縛された連星を多く含んでいるが、これらは海王星との近接遭遇で連星として生き残れないだろうと考えられる。冷たい天体群が現在の位置で形成されたとした場合、これを維持するためには海王星の軌道離心率が小さいまま保たれていたか、天王星との相互作用による早い近点移動を経験していなければならない。

### 散乱円盤天体とオールトの雲
海王星によって 50 au よりも大きな軌道長半径の軌道へ外向きに散乱された天体は、共鳴位置に捕獲され散乱円盤天体の共鳴天体群を形成するか、もしくは共鳴に入っている最中に軌道離心率が減衰した場合、海王星が移動している最中に共鳴から脱出して散乱円盤内の安定な軌道へと移行する。海王星の軌道離心率が大きいとき、遠日点は現在の軌道よりもずっと遠方に到達する。その時点で海王星の近日点に近いかそれよりも遠い近日点を持つ軌道になった天体は、海王星の軌道離心率が減衰して遠日点が小さくなった時に海王星の影響から切り離され、散乱円盤の中の安定な軌道に取り残される。
天王星と海王星によって遠方の軌道 (およそ 5,000 au) に散乱された天体は銀河潮汐によって近日点距離が上昇し、惑星の影響から切り離されてある程度の軌道傾斜角を持った内オールトの雲を形成する。その他のさらに遠方の軌道にまで散乱された天体は近傍の恒星からの影響を受け、等方的な軌道傾斜角分布を持った外オールトの雲を形成する。木星や土星によって散乱された天体は典型的には太陽系から弾き出される。初期に存在した微惑星円盤の数%がこれらの天体群として留まることが出来る。

## モデルの改良

### 初期モデルの問題点
ニースモデルは最初に提唱されて以降、太陽系の形成に関する理解が進んだことによってモデルの予測と観測の間に大きな違いがあることが明らかになったため、数多くの改良がなされてきた。
初期太陽系の流体力学モデルは、巨大惑星の軌道は収束して一連の共鳴へと捕獲されるという結果を示唆している。後期の微惑星が駆動する惑星移動の最中に木星と土星が 2:1 の共鳴にゆっくりと近付くことによって、火星が永年共鳴に捕獲され、内太陽系を不安定化してしまう水準にまで軌道離心率が励起される。その他の地球型惑星の離心率も、不安定が発生した後に永年共鳴の位置が内太陽系を掃くように移動することによって、現在よりも大きな値へと励起されてしまう。また小惑星帯の軌道分布も、永年共鳴によって軌道傾斜角が励起され軌道傾斜角が低い天体が取り除かれてしまうため、現在よりも軌道傾斜角が大きな天体が多く残されすぎてしまう。
その他のモデルの予測と観測の相違点としては、木星が捕獲できる不規則衛星が少ないこと、土星の内衛星から氷が蒸発してしまうこと、エッジワース・カイパーベルトに捕獲される高軌道傾斜角の天体が少なくなってしまうこと、そして小惑星帯の内側に最近D型小惑星が発見されたことがある。

### 巨大惑星の初期位置
ニースモデルに対する最初の改良点は巨大惑星の初期位置である。流体力学モデルを用いたガス円盤中での惑星の振る舞いの研究から、巨大惑星は太陽の方向へ向かって移動することが指摘された。もし惑星移動が継続すれば、ホット・ジュピターとして知られる太陽系外惑星のように木星が太陽に近い軌道を公転することになる。しかし、土星が木星との共鳴に捕獲されることによって内側への惑星移動は阻害され、後に他の惑星が共鳴に捕獲されることで、木星と土星が 3:2 の共鳴を起こした状態の四重の軌道共鳴を起こす配置になる。
外側の微惑星円盤が冥王星質量の天体を複数含む場合、この軌道配置から後期の不安定性が開始される可能性がある。これらの複数の冥王星質量の天体による外側の微惑星円盤の重力的な擾乱によって軌道離心率は増加し、巨大惑星を内側へ移動させる。巨大惑星の四重共鳴は、内側への移動の最中に永年共鳴の位置を交差した際に壊れる。その後、オリジナルのニースモデルで提案されているものに似た後期の不安定性が続く。
オリジナルのニースモデルとは異なり、不安定性が発生するタイミングは外惑星と微惑星円盤の距離にあまり依存しない。共鳴状態にある惑星の軌道と、これらの長距離の相互作用によって引き起こされる後期の不安定性を組み合わせた改良版のニースモデルは、Nice 2 modelと呼ばれている。

### ジャンピング・ジュピター・シナリオ
モデルに対する2番目の修正は、巨大氷惑星のうち1つが木星と遭遇し、木星の軌道長半径が「ジャンプ」するという要求から来ている。これはジャンピング・ジュピター・シナリオと呼ばれている。この仮説では、まず巨大氷惑星が土星と遭遇して木星軌道と交差する軌道へ散乱され、これにより土星の軌道は大きくなる。その後巨大氷惑星は木星と遭遇して外側に散乱され、このため木星の軌道は縮小する。そのため、従来のニースモデルのように木星と土星が滑らかに離れていく惑星移動ではなく、段階的に両者の軌道間隔が大きくなるという変化をする。
木星と土星の軌道が段階的に変化を起こすことで、永年共鳴の位置が地球型惑星が存在する領域をゆっくりと掃くように移動して軌道離心率を励起してしまうという問題を回避することができる。また同様に、小惑星帯の天体の軌道要素で軌道傾斜角が大きいものが多くなりすぎるという問題も回避することが出来る。
このモデルにおける巨大氷惑星と木星の遭遇は、木星が自身の不規則衛星を捕獲することを可能にする。木星のトロヤ群天体も木星の軌道がジャンプするこれらの遭遇の後に捕獲されることが可能であり、また巨大氷惑星が散乱されたトロヤ群天体の秤動点のどちらか一方を通過した場合、2つあるトロヤ群の片方はもう一方に比べて数が少なくなる。永年共鳴を起こす位置が小惑星帯を横断する速度が大きい場合、小惑星帯の中心部分から天体が失われるのが抑制される。後期重爆撃期に衝突を起こす岩石天体の大部分は巨大惑星が現在の位置に到達した際に破壊された小惑星帯内側の領域から来ていると考えられ、それらの残りは現在ハンガリア群を形成している。いくつかのD型小惑星は、巨大氷惑星が小惑星帯を横切っている最中に遭遇を起こすことによって、2.5 au 以内の小惑星帯の内側に留まることになったと考えられる。

## Five-planet Nice model
シミュレーション中で木星と遭遇した巨大氷惑星はしばしば遠方軌道や太陽系外へ放出されることから、初期の太陽系は巨大惑星を5つ持っており、そのうちの1つは系が不安定になっている最中に放出されたとする仮説が提唱された。この five-planet Nice model では、初期に5つの惑星がそれぞれ 3:2、3:2、2:1、3:2 の共鳴鎖を形成しており、これら5つの惑星の外側を微惑星円盤が取り囲んでいるという状態を仮定している。この共鳴鎖が壊れた後、惑星間の遭遇が始まるより前にまず海王星が外側に向かって移動し、微惑星円盤の中の 28 au の距離にまで到達する。この初期の移動は外側の円盤の質量を減少させ、木星の軌道離心率を保つことを可能にする。また惑星移動が開始した時点で微惑星円盤に地球の20倍の質量が残っていた場合、観測と一致する軌道傾斜角の分布を持つエッジワース・カイパーベルトを形成することが出来る。この軌道不安定が発生している間、海王星は放出される巨大氷惑星としか遭遇しないため、海王星の軌道離心率は小さい状態に保たれる。そのため冷たい古典的エッジワース・カイパーベルト天体が海王星に散乱されずその場に留まることが可能となる。微惑星円盤の質量が小さいこと、また冥王星質量の複数の天体によって軌道傾斜角と軌道離心率が励起されることから、土星の内衛星への天体衝突の頻度が抑えられ、従来のニースモデルの問題点であった内衛星からの氷成分の蒸発を大きく緩和することが出来る。
遅い段階での共鳴鎖の破壊と不安定性が発生する前の海王星の 28 au までの移動の組み合わせは、Nice 2 model では発生し得ないと考えられる。2つのモデル間のこのギャップは、早い段階で共鳴から脱出した後に数百万年にわたって発生する、ダストによって駆動されるゆっくりとした惑星の移動によって埋められる可能性がある。
最近の研究では、five-planets Nice model は地球型惑星の軌道を再現できる可能性が統計的に小さいことが指摘されている。このことは、不安定の発生は地球型惑星が形成されるより前であったこと、またそのため不安定性が後期重爆撃期の原因とはなりえない事を示唆しているが、早い段階で不安定が起きることの利点は、小惑星帯を維持するために必要な木星と土星の軌道長半径のジャンプの影響で小さくなる。
2014年から2016年にかけて存在が提唱された仮説上の太陽系内天体であるプラネット・ナインは、太陽系の外縁部を非常に大きな軌道で公転していると予測されている。このような非常に遠方の軌道で惑星を形成するのは困難であるため、プラネット・ナインは five-planet Nice model によって太陽系外縁部に弾き出された仮説上の第5巨大惑星であるとする説も提案されている。